# Saša Rašilov (Kameramann)
Saša Rašilov (* 25. Februar 1936 in Prag, Tschechoslowakei als Alexandr Rašilov; † 18. März 2000 in Prag, Tschechien) war ein tschechischer Kameramann.
Saša Rašilov war der Sohn von Saša Rašilov. Er ist Vater von Saša Rašilov und Václav Rašilov.

## Filmografie (Auswahl)
- 1958: Kassendiebe (Kameraassistenz)
- 1960: Alarm im Schacht (Kameraassistenz)
- 1962: Totentanz im Pazifik
- 1965: Der fünfte Reiter ist die Angst
- 1968: Wie wird man die Helene los? (Second Unit)
- 1983–1984: Doktor z vejminku
- 1986: Dokonalý muž, dokonalá žena
- 1986: Berühmte Räubergeschichten aus aller Welt